# Coppa WSE 2023-2024
La Coppa WSE 2023-2024 è stata la 44ª edizione (la 6ª con la denominazione attuale) dell'omonima competizione europea di hockey su pista riservata alle squadre di club. Il torneo ha avuto inizio il 17 novembre 2023 e si è concluso il 14 aprile 2024.
Il titolo è stato conquistato dagli spagnoli dell'Igualada per la prima volta nella loro storia sconfiggendo in finale gli italiani del Follonica.
L'Igualada, in qualità di squadra vincitrice, e il Follonica, come finalista del torneo, hanno ottenuto anche il diritto di partecipare alla Coppa Continentale 2024-2025.

## Squadre partecipanti
| Nazione     | Club               | Città                    | Qualificazione                                                                    |
| ----------- | ------------------ | ------------------------ | --------------------------------------------------------------------------------- |
| Francia     | Coutras            | Coutras                  | Eliminato al secondo turno di qualificazione della WSE Champions League 2023-2024 |
| Francia     | La Vendéenne       | La Roche-sur-Yon         | Eliminato al secondo turno di qualificazione della WSE Champions League 2023-2024 |
| Francia     | Lione              | Lione                    | 7º in Nationale 1 2022-2023                                                       |
| Francia     | Noisy-le-Grand     | Noisy-le-Grand           | Eliminato al secondo turno di qualificazione della WSE Champions League 2023-2024 |
| Germania    | Cronenberg         | Wuppertal                | 3º in Rollhockey-Bundesliga 2022-2023, semifinale dei play-off                    |
| Germania    | Germania Herringen | Hamm                     | Eliminato al secondo turno di qualificazione della WSE Champions League 2023-2024 |
| Germania    | Walsum             | Duisburg                 | 4º in Rollhockey-Bundesliga 2022-2023, semifinale dei play-off                    |
| Inghilterra | King's Lynn        | King's Lynn              | Eliminato al primo turno di qualificazione della WSE Champions League 2023-2024   |
| Italia      | Follonica          | Monza                    | Eliminato al primo turno di qualificazione della WSE Champions League 2023-2024   |
| Italia      | Grosseto           | Grosseto                 | Eliminato al primo turno di qualificazione della WSE Champions League 2023-2024   |
| Italia      | HRC Monza          | Monza                    | 10º in Serie A1 2022-2023, primo turno play-off                                   |
| Italia      | Sarzana            | Sarzana                  | Eliminato al secondo turno di qualificazione della WSE Champions League 2023-2024 |
| Italia      | Valdagno           | Valdagno                 | Eliminato al primo turno di qualificazione della WSE Champions League 2023-2024   |
| Portogallo  | Braga              | Braga                    | 8º in 1ª Divisão 2022-2023, quarti di finale play-off                             |
| Portogallo  | Murches            | Cascais                  | 9º in 1ª Divisão 2022-2023                                                        |
| Spagna      | Igualada           | Igualada                 | Eliminato al secondo turno di qualificazione della WSE Champions League 2023-2024 |
| Spagna      | Noia               | Sant Sadurní d'Anoia     | Eliminato al secondo turno di qualificazione della WSE Champions League 2023-2024 |
| Spagna      | PAS Alcoy          | Alcoy                    | 8º in OK Liga 2022-2023, quarti di finale dei play-off                            |
| Spagna      | Voltregà           | Sant Hipòlit de Voltregà | Detentore Coppa WSE                                                               |
| Svizzera    | Diessbach          | Diessbach bei Büren      | Eliminato al secondo turno di qualificazione della WSE Champions League 2023-2024 |
| Svizzera    | Ginevra            | Ginevra                  | 5º in Lega Nazionale A 2022-2023, quarti di finale dei play-off                   |
| Svizzera    | Thunerstern        | Thun                     | Eliminato al primo turno di qualificazione della WSE Champions League 2023-2024   |
| Svizzera    | Uttigen            | Uttigen                  | 3º in Lega Nazionale A 2022-2023, semifinale dei play-off                         |
| Svizzera    | Wimmis             | Wimmis                   | 4º in Lega Nazionale A 2022-2023, semifinale dei play-off                         |

## Risultati

### Turno di qualificazione

#### Girone A
| Squadra     | Pt | G | V | N | P | GF | GS | DG  |
| ----------- | -- | - | - | - | - | -- | -- | --- |
| PAS Alcoy   | 9  | 3 | 3 | 0 | 0 | 25 | 4  | +21 |
| HRC Monza   | 6  | 3 | 2 | 0 | 1 | 17 | 9  | +8  |
| Thunerstern | 3  | 3 | 1 | 0 | 2 | 8  | 18 | -10 |
| King's Lynn | 0  | 3 | 0 | 0 | 3 | 8  | 27 | -19 |

| Biassono 17 novembre 2023, ore 19:00 CET | PAS Alcoy | 10 – 0 | Thunerstern | PalaRovagnati |

| Biassono 17 novembre 2023, ore 21:00 CET | HRC Monza | 12 – 1 | King's Lynn | PalaRovagnati |

| Biassono 18 novembre 2023, ore 19:00 CET | King's Lynn | 3 – 10 | PAS Alcoy | PalaRovagnati |

| Biassono 18 novembre 2023, ore 21:00 CET | Thunerstern | 3 – 4 | HRC Monza | PalaRovagnati |

| Biassono 19 novembre 2023, ore 11:00 CET | HRC Monza | 1 – 5 | PAS Alcoy | PalaRovagnati |

| Biassono 19 novembre 2023, ore 13:00 CET | King's Lynn | 4 – 5 | Thunerstern | PalaRovagnati |

#### Girone B
| Squadra   | Pt | G | V | N | P | GF | GS | DG  |
| --------- | -- | - | - | - | - | -- | -- | --- |
| Follonica | 9  | 3 | 3 | 0 | 0 | 21 | 5  | +16 |
| Braga     | 6  | 3 | 2 | 0 | 1 | 22 | 9  | +13 |
| Wimmis    | 3  | 3 | 1 | 0 | 2 | 5  | 16 | -11 |
| Uttigen   | 0  | 3 | 0 | 0 | 3 | 0  | 18 | -18 |

| Braga 17 novembre 2023, ore 19:00 CET | Wimmis | 3 – 0 | Uttigen | Pavilhão das Goladas |

| Braga 17 novembre 2023, ore 21:00 CET | Braga | 3 – 9 | Follonica | Pavilhão das Goladas |

| Braga 18 novembre 2023, ore 16:00 CET | Follonica | 6 – 2 | Wimmis | Pavilhão das Goladas |

| Braga 18 novembre 2023, ore 18:00 CET | Uttigen | 0 – 9 | Braga | Pavilhão das Goladas |

| Braga 19 novembre 2023, ore 12:00 CET | Follonica | 6 – 0 | Uttigen | Pavilhão das Goladas |

| Braga 19 novembre 2023, ore 14:00 CET | Braga | 10 – 0 | Wimmis | Pavilhão das Goladas |

#### Girone C
| Squadra    | Pt | G | V | N | P | GF | GS | DG  |
| ---------- | -- | - | - | - | - | -- | -- | --- |
| Valdagno   | 9  | 3 | 3 | 0 | 0 | 18 | 6  | +12 |
| Grosseto   | 6  | 3 | 2 | 0 | 1 | 15 | 8  | +7  |
| Ginevra    | 3  | 3 | 1 | 0 | 2 | 9  | 18 | -9  |
| Cronenberg | 0  | 3 | 0 | 0 | 3 | 7  | 17 | -10 |

| Wuppertal 17 novembre 2023, ore 19:00 CET | Cronenberg | 2 – 7 | Ginevra | Alfred-Henckels-Halle |

| Wuppertal 17 novembre 2023, ore 21:00 CET | Valdagno | 4 – 3 | Grosseto | Alfred-Henckels-Halle |

| Wuppertal 18 novembre 2023, ore 16:00 CET | Ginevra | 0 – 10 | Valdagno | Alfred-Henckels-Halle |

| Wuppertal 18 novembre 2023, ore 18:00 CET | Grosseto | 6 – 2 | Cronenberg | Alfred-Henckels-Halle |

| Wuppertal 19 novembre 2023, ore 13:00 CET | Ginevra | 2 – 5 | Grosseto | Alfred-Henckels-Halle |

| Wuppertal 19 novembre 2023, ore 15:00 CET | Cronenberg | 3 – 4 | Valdagno | Alfred-Henckels-Halle |

#### Girone D
| Squadra  | Pt | G | V | N | P | GF | GS | DG  |
| -------- | -- | - | - | - | - | -- | -- | --- |
| Murches  | 9  | 3 | 3 | 0 | 0 | 15 | 9  | +6  |
| Voltregà | 6  | 3 | 2 | 0 | 1 | 17 | 7  | +10 |
| Lione    | 3  | 3 | 1 | 0 | 2 | 13 | 15 | -2  |
| Walsum   | 0  | 3 | 0 | 0 | 3 | 7  | 21 | -14 |

| Duisburg 17 novembre 2023, ore 19:00 CET | Walsum | 2 – 6 | Murches | Sporthalle Beckersloh |

| Duisburg 17 novembre 2023, ore 19:00 CET | Lione | 2 – 6 | Voltregà | Sporthalle Beckersloh |

| Duisburg 18 novembre 2023, ore 15:00 CET | Murches | 4 – 3 | Lione | Sporthalle Beckersloh |

| Duisburg 18 novembre 2023, ore 18:00 CET | Voltregà | 7 – 0 | Walsum | Sporthalle Beckersloh |

| Duisburg 19 novembre 2023, ore 14:00 CET | Murches | 5 – 4 | Voltregà | Sporthalle Beckersloh |

| Duisburg 19 novembre 2023, ore 16:00 CET | Walsum | 5 – 8 | Lione | Sporthalle Beckersloh |

### Ottavi di finale
| Squadra 1 | Totale  | Squadra 2          | Andata | Ritorno         |
| --------- | ------- | ------------------ | ------ | --------------- |
| Braga     | 4 - 4   | Coutras            | 2 - 2  | 2 - 2           |
| Follonica | 11 - 4  | Germania Herringen | 6 - 1  | 5 - 3           |
| Grosseto  | 5 - 5   | Igualada           | 3 - 2  | 2 - 3 (0-1 dtr) |
| HRC Monza | 9 - 5   | Noia               | 3 - 2  | 6 - 3           |
| Murches   | 11 - 10 | Diessbach          | 9 - 4  | 2 - 6           |
| PAS Alcoy | 8 - 11  | Sarzana            | 4 - 3  | 4 - 8           |
| Valdagno  | 5 - 4   | La Vendéenne       | 4 - 3  | 1 - 1           |
| Voltregà  | 15 - 6  | Noisy-le-Grand     | 11 - 2 | 4 - 4           |

### Quarti di finale
| Squadra 1 | Totale | Squadra 2 | Andata | Ritorno               |
| --------- | ------ | --------- | ------ | --------------------- |
| Follonica | 6 - 5  | Murches   | 3 - 3  | 3 - 2                 |
| Igualada  | 8 - 8  | Valdagno  | 2 - 1  | 6 - 7 (dts) (2-1 dtr) |
| Sarzana   | 14 - 4 | HRC Monza | 8 - 1  | 6 - 3                 |
| Voltregà  | 8 - 7  | Braga     | 8 - 3  | 0 - 4                 |

### Final Four
La Final Four della manifestazione si è disputata dal 13 al 14 aprile 2024 presso il Poliesportiu Les Comes a Igualada in Spagna.
|  | Semifinali | Semifinali | Semifinali |           |          | Finale   | Finale | Finale |  |
|  |            |            |            |           |          |          |        |        |  |
|  | Sarzana    | Sarzana    | 1          |           |          |          |        |        |  |
|  | Sarzana    | Sarzana    | 1          |           |          |          |        |        |  |
|  | Igualada   | Igualada   | 8          |           |          |          |        |        |  |
|  | Igualada   | Igualada   | 8          |           | Igualada | Igualada | 4      |        |  |
|  |            |            |            |           | Igualada | Igualada | 4      |        |  |
|  |            |            | Follonica  | Follonica | 2        |          |        |        |  |
|  | Voltregà   | Voltregà   | Follonica  | Follonica | 2        | 1        |        |        |  |
|  | Voltregà   | Voltregà   |            |           |          |          |        |        |  |
|  | Follonica  | Follonica  | 5          |           |          |          |        |        |  |